# Domenico Costanzi
Domenico Costanzi (Nocera Umbra, 1819 – Roma, 3 ottobre o 13 ottobre 1898) è stato un imprenditore italiano, costruttore e gestore di grandi alberghi in Roma. Si deve a lui il Teatro dell'Opera di Roma, che portò il suo nome fino al 1928 quando, acquisito dal Comune, fu rinominato Teatro Reale dell'Opera.

## Biografia
Domenico Costanzi, già impresario edile a Milano, era arrivato a Roma nel 1870, attirato dalle prospettive di sviluppo economico che la nuova capitale d'Italia prometteva agli affaristi dell'epoca. Partecipò all'urbanizzazione dell'Esquilino e si occupò della ristrutturazione e della gestione di diversi alberghi, tra cui l'Hotel de Russie, il Roma (oggi Plaza, a Via del Corso), e l'albergo Costanzi a via S. Nicola da Tolentino, poi venduto ai Gesuiti.
La sua memoria a Roma è però legata soprattutto al teatro, cui era stato annesso l'hotel Quirinale, che egli considerò la grande impresa della propria vita, ma dal punto di vista economico fu poco fortunata, tanto da portarlo sull'orlo del fallimento.
Il primo progetto era stato infatti assai ampliato, e il già forte investimento di 500.000 lire dell'epoca (pari a circa 1,780 milioni di euro attuali) si rivelò insufficiente a realizzare il nuovo e più vasto impianto. I lavori furono comunque iniziati, nel 1876, e il Costanzi vi investì tutte le proprie risorse.
Queste si rivelarono però insufficienti, e l'impresa sarebbe finita disastrosamente se, a fronte della richiesta di fallimento avanzata da alcuni creditori, la Cassa di Risparmio di Roma non avesse fornito le garanzie necessarie al salvataggio, ritenendo che l'ubicazione del teatro nel nuovo quartiere borghese del Castro Pretorio, presso la stazione Termini, promettesse successi e rendimento.
Il 27 novembre 1880 si tenne così, finalmente, la solenne inaugurazione del teatro alla presenza del re Umberto I, che insignì il Costanzi del titolo di cavaliere dell'Ordine della Corona d'Italia.
Le prime stagioni furono tuttavia poco felici, con recite spesso interrotte per mancanza di pubblico, in quanto i romani, a differenza degli investitori, consideravano il nuovo teatro al Castro Pretorio "un teatrone fuori mano" e preferivano continuare a frequentare i teatri storici - l'Apollo, il Valle, l'Argentina. Fu solo dopo il 1890 che il successo cominciò davvero ad arridere all'impresa del Costanzi, anche grazie alla demolizione del Teatro Tordinona avvenuta nel 1888.